# Лучоса
Лучоса (блр. Лучоса; рус. Лучоса) белоруска је река и лева притока реке Западне Двине (део басена Балтичког мора) у коју се улива код града Витепска.
Протиче преко територија Витепског, Љозненског и мањим делом Дубровенског рејона Витепске области. Истиче из Зељанског језера у близини села Бабиновичи у Љозненском рејону. Укупна дужина водотока је 90 km, а сливно подручје обухвата територију површине 3.510 km². Просечан проток у зони ушћа је 21,4 m³/s. Ширина реке се креће од 20 до 30 м у горњем до 60 метара у доњем делу тока. Под ледом је од децембра до краја марта. 
Обале Лучосе су доста стрме и издигнуте, док је наплавна равница нешто пространија уз леву обалу. Током половођа просечан водостај је 6,2 м, док је максималан водостај забележен 1956. када је регистровано 9,9 метара.
У Лучосу се улива неколико мањих водотока: Черница, Суходровка, Ворле, Ордишевка, Серокоротњанка, Обољанка и Черничанка. 